# Lancia Theta
La Lancia Theta, anche nota come Lancia 25/35 HP o Lancia Tipo 61, è un'automobile prodotta dal 1913 al 1918 dalla casa automobilistica Lancia.
È stata la prima automobile di serie a montare un impianto elettrico completo e il primo modello Lancia a superare il migliaio di unità prodotte, con 1 696 esemplari.

## Il contesto

La Lancia Theta in versione "torpedo-coloniale"

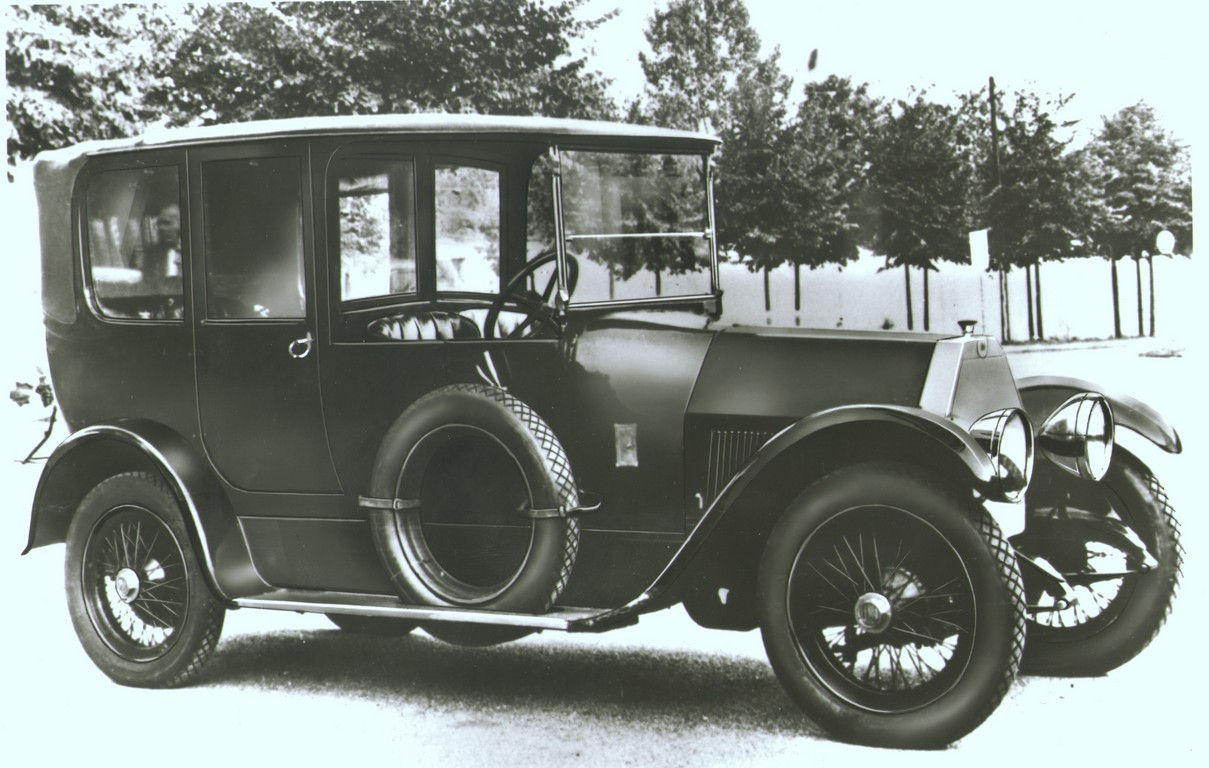
Vettura Lancia Theta 35 HP, 1913-1919

Venne esposta al Salone dell'automobile di Londra dell'autunno 1913 ed immessa sul mercato alla fine dello stesso anno. La vettura era destinata ad una esistenza piuttosto longeva per l'epoca: essa infatti sopravviverà alla prima guerra mondiale rimanendo in produzione per circa 5 anni, sino al 1918 (per un totale, non da poco per quei tempi, di 1696 unità). Venne sostituita dalla Lancia Kappa alla ripresa della produzione industriale dopo il conflitto.
Primo prodotto Lancia di inconfutabile successo internazionale, potente e veloce, la Theta era destinata a passare alla storia come prima autovettura europea commercializzata con impianto elettrico completo offerto come dotazione di serie. L'impianto, di fabbricazione americana (Rushmore) funzionava con tensione di 6 volt e comprendeva tra l'altro il motorino di avviamento (con comando a pedale), un generatore, due fari da 50 candele, due luci supplementari, una luce posteriore e persino l'illuminazione del cruscotto ed un bottone per il clacson. Vincenzo Lancia era talmente convinto della bontà del nuovo impianto da optare per la eliminazione della manovella d'avviamento anteriore (che sopravviveva soltanto come accessorio ed era fornita nella dotazione degli attrezzi).
Migliorata anche la frenatura: l'impianto frenante era sempre costituito dal consueto schema a due sistemi (la leva che agiva sulle ruote posteriori ed il pedale che agiva sulla trasmissione) ma l'efficacia era accresciuta grazie ad un brevetto Lancia in base al quale il cambio, modificato all'uopo, era munito di una catena per spingere il ferodo contro il tamburo con una pressione uniforme su tutta la superficie frenante.
Il motore montato sulla Theta, pur non innovativo (era sostanzialmente il 4 cilindri di quasi 5 litri di cilindrata già adottato sull'autocarro 1Z nel 1912) era tuttavia affidabile e potente (erogava una settantina di cavalli) e, malgrado un peso del telaio assai rilevante, riusciva a spingere la vettura sino a raggiungere e talvolta superare i 120 km/h.
Il robusto telaio Theta poteva essere scelto tra due misure di passo (310 oppure 337 cm) mentre l'inclinazione del piantone dello sterzo (grazie ad uno dei tanti meccanismi brevettati dalla Lancia) poteva essere variata su tre diversi valori (34°, 37°, 40°).

## Caratteristiche tecniche
- Periodo produzione: anni 1913-1918
- Prezzo: 17.000 Lire
- Numerazione telai: dal n° 1800 al n° 5154 (la numerazione include, oltre alla Theta, gli autocarri Jota e Djota; gli esemplari di Theta costruiti sono in tutto 1696)